# アネモネ

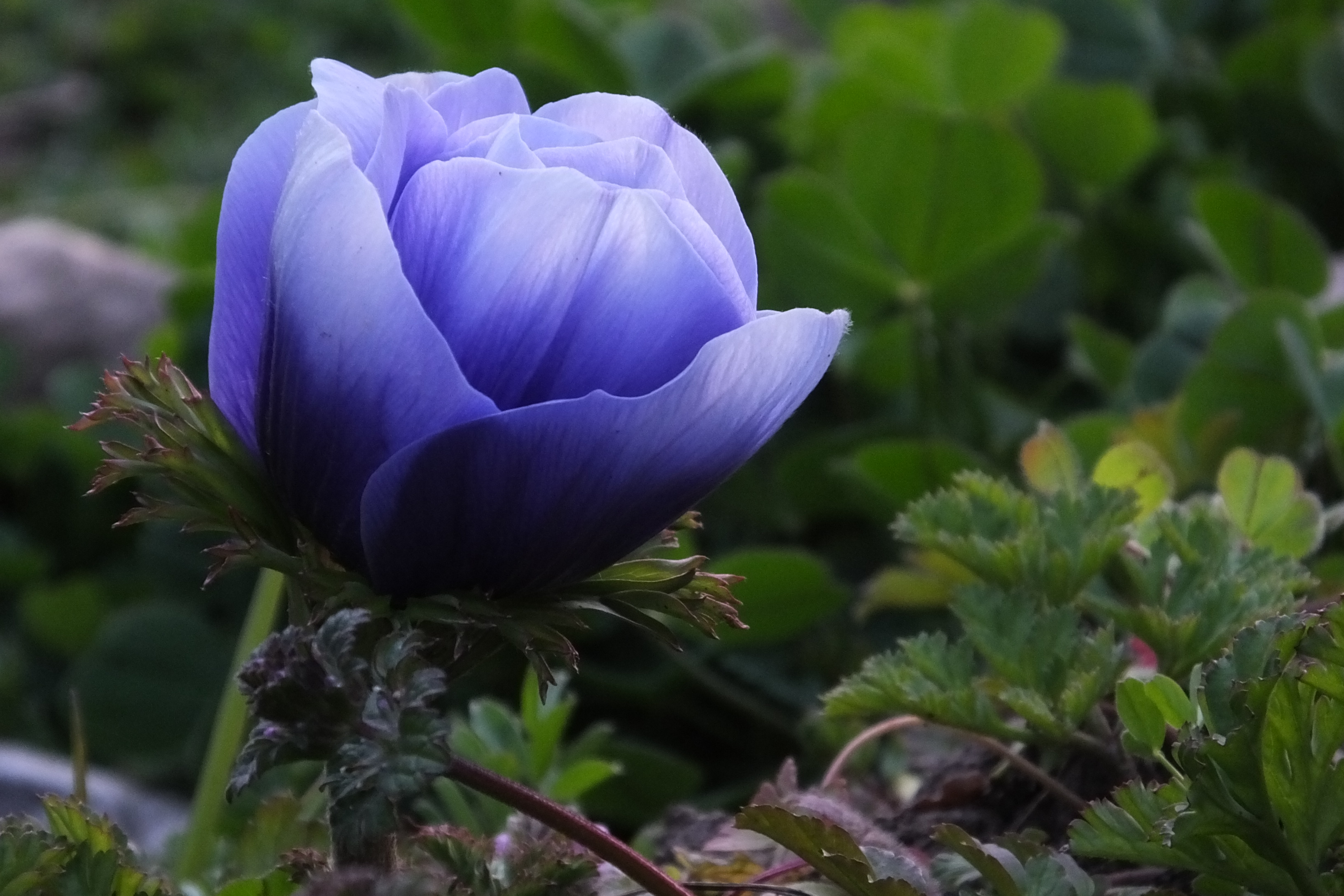
青いアネモネ

アネモネ（学名：Anemone coronaria）は、キンポウゲ科イチリンソウ属の多年草。和名はボタンイチゲ（牡丹一華）、ハナイチゲ（花一華）、ベニバナオキナグサ（紅花翁草）。または、アネモネ属 (Anemone) の総称を表すこともある。ヨーロッパ南部から地中海東部沿岸地域が原産。
語源はギリシア語で「風」を意味する Άνεμος (anemos) から。ギリシア神話中に、美少年アドニスが流した血よりこの植物が産まれたとする伝説があり、稀にアドニスと呼ぶこともある。なお、adonis はフクジュソウ属の学名である。
古くから人との関わりが深く、原生地から各地への伝播には、十字軍や巡礼者が関わっており、神話や伝説にも多く登場する。

## 特徴
原生地の地中海地方では、比較的雨の多い冬に生育し、初夏に地上部が枯れると球根（塊根）となり、暑く乾燥する夏を越す。日本では、気温の下がる秋に芽を出し、春に咲き夏前に地上部を枯らし、塊根をつくって休眠する。
一般に春先に花を開くが、その花は一重のものから八重咲きのもの、花色も桃色、青、赤、白等。草丈も切花用の高性のものから矮性種まで、野生種のみではなく、現在では様々な園芸品種が栽培されている。
種は長い毛を有し、風によって運ばれる。このため「風」が由来となっている名前が各地で見られる。花弁はなく、萼片が同じ働きをしている。
イスラエルでは2013年からシクラメンから切り替わって国花になっている。

## 品種
アネモネ属は温帯から亜寒帯にかけて約100種が分布し、クリスマスローズ、ラナンキュラス、クレマチスなどと同じキンポウゲ科である。アネモネ・ホルテンシス (Anemone hortensis)、アネモネ・パボニナ (A.pavonina)、これらの交雑によりできたとされるアネモネ・フルゲンス (A.×fulgens) があり、さらにフルゲンスが交雑した中から選抜されたのが、アネモネ・コロナリア (A.coronaria) である。現在、園芸的にアネモネといえば、この「コロナリア」を指すのが一般的である。

## 栽培

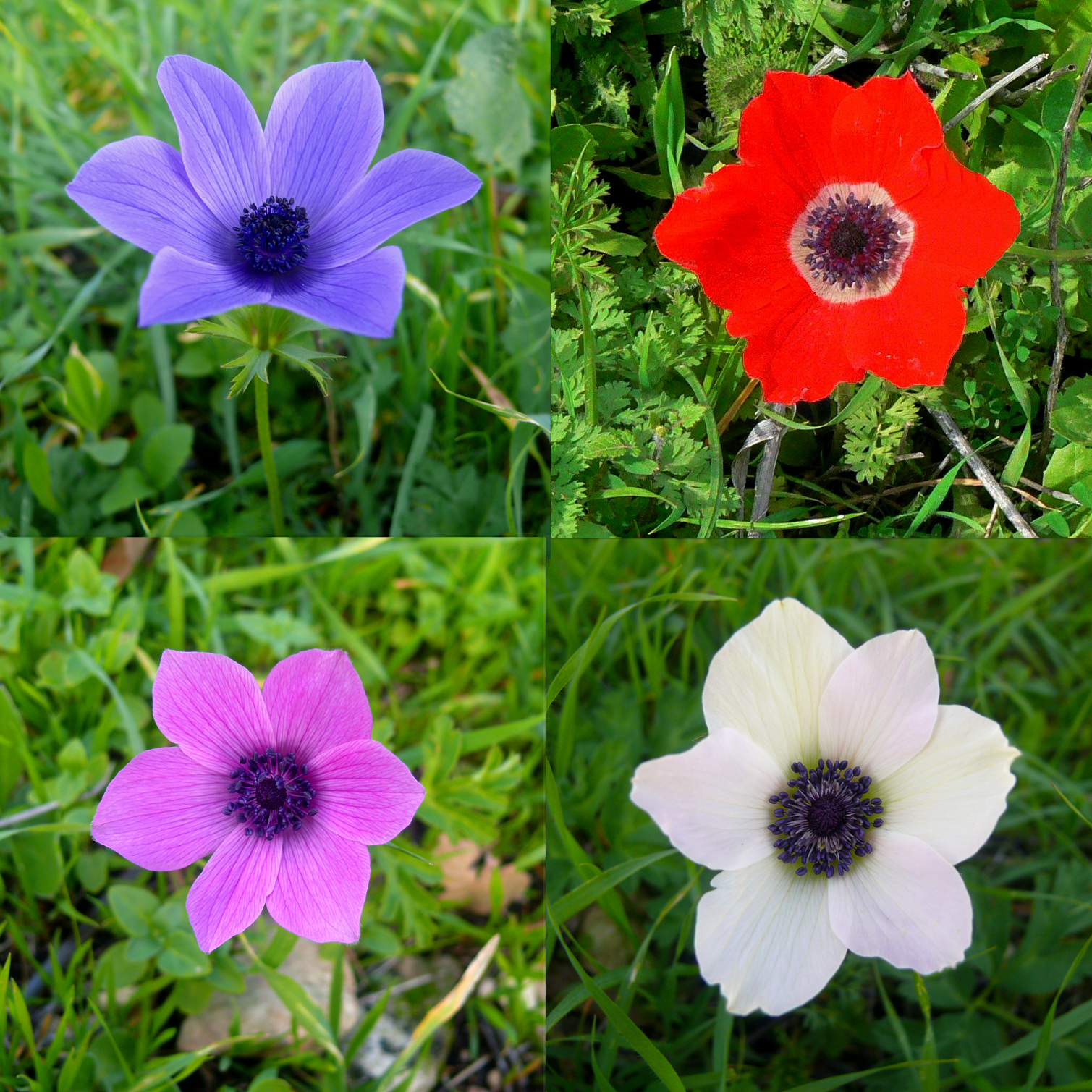
カラフルなアネモネの花

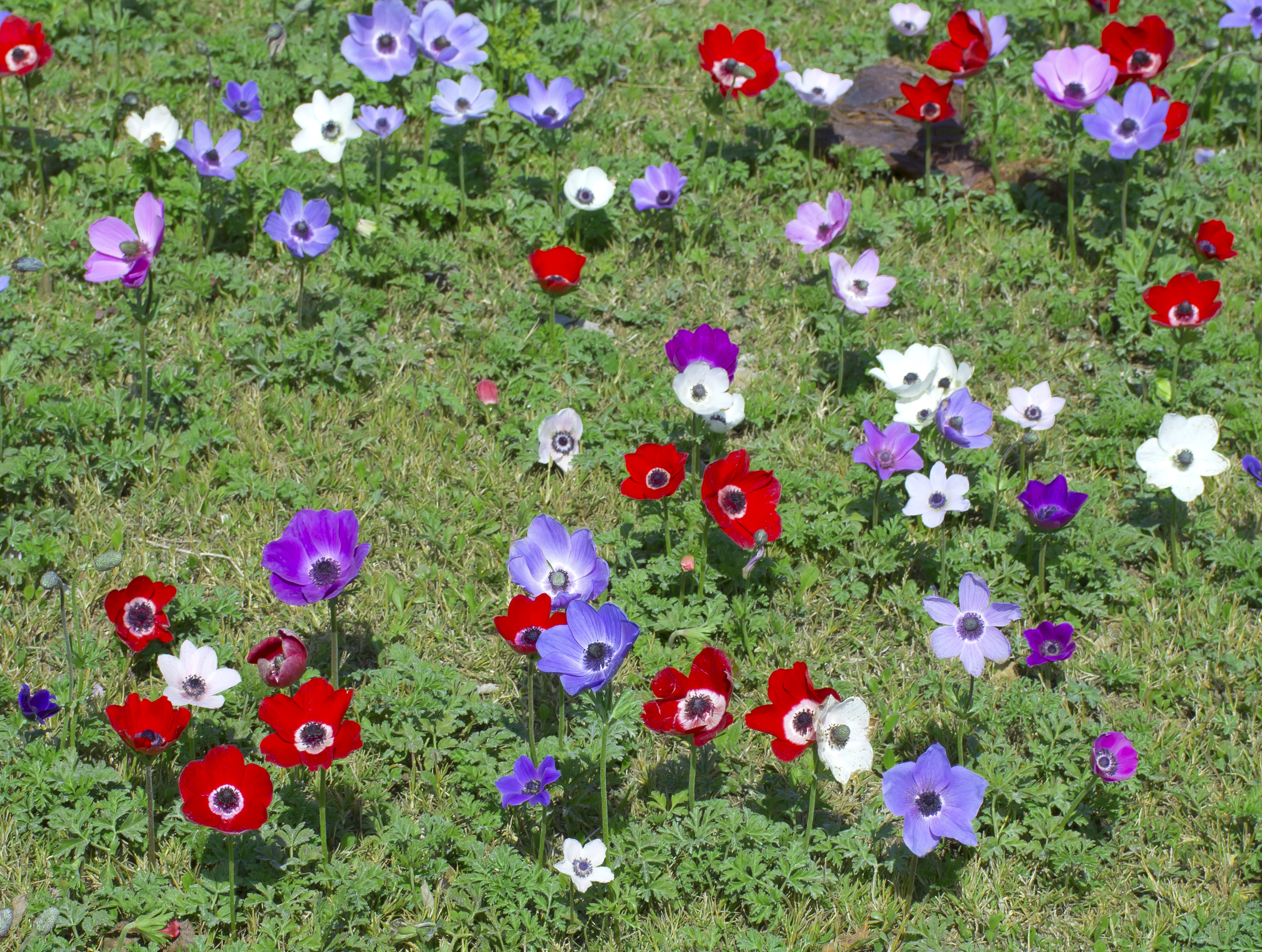
野に咲き乱れるアネモネ

実生または球根から栽培するが、球根から栽培する方が簡単である。球根は直径1センチあまりの不定形の固まりであるが、とがっているほうを下にして、9月末から11月はじめに植え付ける。株間は20cmくらい、鉢に植える場合は、6寸鉢に3球植えにする。アネモネの球根は、乾燥したまま植え付けると急な吸水により球根がひび割れて腐ってしまったり、発芽しないことがある。そのため、湿らせたバーミキュライトに球根を浅く埋めて、1～2週間かけて、少しずつ吸水させてから植え付けるという方法もある。
覆土は2cmくらい。新芽にアブラムシがつくので、発見したら早めの対処が必要になる。水はけと日当たりのよい場所に植えつけ、多肥を避け管理すれば、何年も植えっぱなしで花を咲かせ続ける。

## 毒性
全草にプロトアネモニンを含む。茎を折ったときに出る汁に触れると皮膚炎・水泡を引き起こすことがあるので、園芸時には注意が必要である。
- 毒成分　プロトアネモニン
- 毒部位　全草、汁液
- 毒症状　皮膚炎、水泡、化膿

## 文化
アネモネは、ギリシャ語で「風の娘」を意味するアネモ (anemo) が語源で、風がよく当たるところに生育する。または女神たちの嫉妬をかって殺された美少年アドニスの血から芽生え、風が吹いたときに赤い花を咲かせたという神話から、風 (anemos) にちなむともされる。
美少年アドニスは、狩りが好きで、女神ヴィーナスの捧げる愛に目もくれず、毎日イノシシと格闘していた。ある日、手負いのイノシシに牙で脇腹をつかれ、アドニスは殺されてしまう。これを知ったヴィーナスはぼろぼろと涙を流し、その涙がアネモネの花になったという。
キリスト教では、「山上の垂訓」でイエス・キリストが指し示した「野の花」がアネモネと考えられている。キリストが処刑された日、ゴルゴタの丘に生えていたアネモネにキリストの血がしたたり落ち、それ以降アネモネは赤くなったという伝説がある。
ヨーロッパでは、アネモネはイースターのころから咲き始めることから、イースターフラワーを意味する「パルクフラワー」と呼ばれている。